# Ernst Friedrich Felix Rumpf
Ernst Friedrich Felix Rumpf (* 7. November 1764 in Oberroßbach; † 27. März 1849 in Bamberg) war ein deutscher Apotheker  und Chemiker, Leiter der Apotheke Zum schwarzen Adler sowie Medicinalassessor im Medizinal-Comite und Professor für Vorbereitungslehre an der chirurgischen Schule in Bamberg.

## Leben
Ernst Friedrich Felix Rumpf war ein Sohn des zweiten Pfarrers in Oberroßbach Johann Georg Friedrich Rumpf (1729–1774) und dessen Frau Susanne Marie, einer Tochter des Pfarrers Seiler in Schwalheim bei Friedberg. Der Literaturwissenschaftler, Rhetoriker, evangelische Theologe und Altphilologe Friedrich Karl Rumpf war ein jüngerer Bruder. Der Chemiker und Mineraloge Ludwig Rumpf war sein Sohn. Seine Tochter Susanna war mit dem Würzburger Anatomie-Professor Martin Münz und seine Tochter Maria Kunigunda (1804–1838) mit dem Apotheker und späteren Bürgermeister und Landtagsabgeordneten Georg Michael Schmidt (1799–1865) verheiratet. Der deutsch-US-amerikanische Mediziner und Sozialrevolutionär Ernst Schmidt war sein Enkel und sein Patenkind.
Rumpf besuchte die Lateinschule und das Gymnasium in Gießen und entschied sich anschließend für eine Ausbildung zum Apotheker beim Apotheker Trapp in Friedberg. Nach einer Zeit als Gehilfe in Hersfeld, Mainz und Bamberg wurde er 1788 nach dem Tod des Hofapothekers Frey als Provisor der Hofapotheke in Bamberg angestellt. Einige Jahre später übernahm er von der Witwe des 1786 verstorbenen Apothekers Anton Richter durch Heirat der Tochter die Apotheke Zum schwarzen Adler in Bamberg. Später übergab er die Apotheke an seinen Sohn Friedrich Rumpf, dessen Witwe diese später an den Apotheker Adolph Bail verkaufte.
1795 wurde er ordentlicher Revisor aller Landesapotheken der fürstbischöflichen Obereinnahme und 1800 zum außerordentlichen Professor für Chemie und Pharmazie der Universität zu Bamberg ernannt. Vor dem Hintergrund der mangelhaften Ausstattung der Universität richtete er in seinem eigenen Haus einen Hörsaal und ein Laboratorium auf eigene Kosten ein. 1803 wurde er außerordentlicher Professor für Chemie und Pharmazie am Lyceum und an der klinischen Schule sowie außerordentlicher Beisitzer am Collegium medicum.
Am 2. Februar 1809 wurde er zum Medicinalassessor im Medizinal-Comite zu Bamberg ernannt und 1823 wurde ihm die Professur für Vorbereitungslehre an der chirurgischen Schule in Bamberg übertragen. 1830 legte er seine Professur nieder. 1833 wurde er auf eigenes Ersuchen aus gesundheitlichen Gründen von der Dienstleistung als Medicinalassessor enthoben, Titel und Rang wurden ihm jedoch aufgrund seiner Verdienste vom bayerischen König belassen.
Am 3. August 1819 wurde Ernst Friedrich Rumpf unter der Matrikel-Nr. 1141 mit dem akademischen Beinamen Wieglebius zum Mitglied der Leopoldina gewählt.
Rumpf war Freimaurer und wurde am 16. Oktober 1809 als Mitglied in die Frankfurter Freimaurerloge Zur Einigkeit aufgenommen.
Von seiner Bibliothek erhielt die Königliche Bibliothek zu Bamberg nach seinem Tod im Jahr 1849 500 Bände vorwiegend chemischer und naturwissenschaftlicher Bücher.